# Wackness
Pour plus de détails, voir Fiche technique et Distribution.
Wackness ou Thérapie pour mon psy au Québec (The Wackness) est un film américain réalisé par Jonathan Levine et sorti en 2008.

## Synopsis
New York, été 1994. Giuliani vient d'être élu et la ville vibre au son du Hip Hop. C'en est fini des cours. Dealer d'herbe officiel du lycée, Luke se sent hors-cadre. Pas de potes, puceau, des parents endettés et l'université au bout des vacances. De sa rencontre avec un psy, le docteur Squires, Luke a dealé de l'herbe contre des séances. Le docteur lui s'ennuie dans sa vie, son mariage s'effiloche, ses clients se raréfient et le temps passe trop vite (pour lui). Éviter l'effondrement, se sentir vivant, faire l'amour, gérer son blues, vendre son herbe, Luke Shapiro et le Dr Squires vont traverser l'été et la ville à la recherche d'aventures, de filles et d'un sens à leur vie.

## Fiche technique
- Format : Couleur
- Langue : anglais

## Distribution
- Ben Kingsley (VQ : Vincent Davy) : Dr Jeffrey Squires
- Josh Peck (VQ : Gabriel Lessard) : Luke Shapiro
- Famke Janssen (VQ : Élise Bertrand) : Kristin Squires
- Olivia Thirlby (VQ : Catherine Bonneau) : Stephanie
- Mary-Kate Olsen (VF : Cécile Nodie ; VQ : Bianca Gervais) : Union
- Jane Adams (VQ : Marika Lhoumeau) : Eleanor
- Talia Balsam (VQ : Marie-Andrée Corneille) : Mme Shapiro
- Bob Dishy (VF : Laurent Claret) : le grand-père Shapiro
- Joanna Merlin : la grand-mère Shapiro

 Source et légende : version française (VF) sur RS Doublage ; version québécoise (VQ) sur Doublage.qc.ca

## Autour du film
- Second long-métrage du réalisateur Jonathan Levine après All the Boys Love Mandy Lane (2006), il est le premier à sortir en salles aux États-Unis.
- Sorti en DVD le 5 mai 2009 en France, huit mois après sa sortie en salles, Wackness est paru sous le titre La Loose[3].